# Walaa Eldin Musa
Walaa Eldin Musa Yagoub Mohamed (tiếng Ả Rập: ولاء الدين موسى يعقوب; sinh ngày 1 tháng 1 năm 2000) là một cầu thủ bóng đá người Sudan hiện tại thi đấu ở vị trí tiền đạo cho Al-Hilal.

## Sự nghiệp quốc tế
Yaqoub ghi bàn vào lưới Mauritanie vào ngày 17 tháng 1 năm 2018, chỉ 2 năm sau khi ghi bàn thắng đầu tiên vào lưới Ethiopia ở Cúp CECAFA 2015.

## Thống kê sự nghiệp

### Câu lạc bộ
Tính đến 20 tháng 5 năm 2018.
| Câu lạc bộ          | Mùa giải            | Giải vô địch                  | Giải vô địch | Giải vô địch | Cúp     | Cúp       | Châu lục | Châu lục  | Khác    | Khác      | Tổng cộng | Tổng cộng |
| Câu lạc bộ          | Mùa giải            | Hạng đấu                      | Số trận      | Bàn thắng    | Số trận | Bàn thắng | Số trận  | Bàn thắng | Số trận | Bàn thắng | Số trận   | Bàn thắng |
| ------------------- | ------------------- | ----------------------------- | ------------ | ------------ | ------- | --------- | -------- | --------- | ------- | --------- | --------- | --------- |
| Al-Hilal            | 2017                | Giải bóng đá ngoại hạng Sudan | ?            | ?            | ?       | ?         | 2        | 0         | ?       | ?         | 2         | 0         |
| Al-Hilal            | 2018                | Giải bóng đá ngoại hạng Sudan | ?            | ?            | ?       | ?         | 1        | 0         | ?       | ?         | 1         | 0         |
| Tổng cộng sự nghiệp | Tổng cộng sự nghiệp | Tổng cộng sự nghiệp           | ?            | ?            | ?       | ?         | 3        | 0         | ?       | ?         | 3         | 0         |

Ghi chú
1. 1 2  Số trận ở CAF Champions League

### Quốc tế
Tính đến trận đấu diễn ra ngày 20 tháng 5 năm 2018.
| Đội tuyển quốc gia | Năm       | Số trận | Bàn thắng |
| ------------------ | --------- | ------- | --------- |
| Sudan              | 2015      | 2       | 1         |
| Sudan              | 2016      | 0       | 0         |
| Sudan              | 2017      | 0       | 0         |
| Sudan              | 2018      | 5       | 2         |
| Tổng cộng          | Tổng cộng | 7       | 3         |

### Bàn thắng quốc tế
Tỉ số và kết quả liệt kê bàn thắng của Sudan trước.
| #  | Ngày                | Địa điểm                                        | Đối thủ    | Tỉ số | Kết quả | Giải đấu                           |
| -- | ------------------- | ----------------------------------------------- | ---------- | ----- | ------- | ---------------------------------- |
| 1. | 5 tháng 12 năm 2015 | Sân vận động Addis Ababa, Addis Ababa, Ethiopia | Ethiopia   | 1–1   | 1–1     | Cúp CECAFA 2015                    |
| 2. | 17 tháng 1 năm 2018 | Sân vận động Mohammed V, Casablanca, Maroc      | Mauritanie | 1–0   | 1–0     | Giải vô địch bóng đá châu Phi 2018 |
| 3. | 3 tháng 2 năm 2018  | Sân vận động Marrakech, Marrakech, Maroc        | Liban      | 1–0   | 1–1     | Giải vô địch bóng đá châu Phi 2018 |